# Amis
Amis Telekom (kraće Amis) je bio hrvatski telekom operater koji je nudio usluge fiksne telefonije, širokopojasnog pristupa internetu i televizijske usluge putem ADSL, kabelske i svjetlovodne infrastrukture za privatni i poslovni segment korisnika. Osnovan 2003. godine, svojom je mrežom pokrivao područje Zagreba i Velike gorice. Broj službe za korisnike bio je 0800 50 10.

## Usluge
- Fiksna telefonija - Amis Normal (poslovni)
- Fiksna telefonija - Amis Normal
- Fiksna telefonija - Amis Dual (poslovni)
- Fiksna telefonija - Amis Dual
- Fiksna telefonija - Amis Direkt (poslovni)
- Internet - Amis ADSL Metro
- Internet - Amis ADSL Midi
- Internet - Amis Flat
- Internet - Amis Flat
- Internet - Amis Flat 256
- Internet - Amis Flat 256 (poslovni)
- Internet - Amis Maxi
- Internet - Amis Maxi (poslovni)
- Internet - Amis Metro (poslovni)
- Internet - Amis Midi (poslovni)
- Paket - Amis 2u1 Maxi
- Paket - Amis 2u1 Maxi+
- Paket - Amis 2u1 Midi
- Paket - Amis 2u1 Mini
- Paket - Amis 2u1 Premium
- Paket - Amis 3u1 Maxi
- Paket - Amis 3u1 Midi
- Paket - Amis 3u1 Mini
- Paket - Amis 3u1 Premium

## Prestanak rada
U rujnu 2015. godine A1 (tadašnji Vipnet) preuzima potpuno vlasništvo nad Amisom koji djeluje kao poseban brand, a 2017. godine Amis je pripojen A1 brandu i kao takav prestaje postojati.